# 5 Геркулеса
5 Геркулеса (лат. 5 Herculis), r Геркулеса (лат. r Herculis), HD 143666 — тройная звезда в созвездии Геркулеса на расстоянии приблизительно 282 световых лет (около 86,6 парсек) от Солнца. Возраст звезды определён как около 3,01 млрд лет.

## Характеристики
Первый компонент (HD 143666A) — жёлтый гигант спектрального класса G8IIIb, или G8, или G5. Видимая звёздная величина звезды — +5,112m. Масса — около 0,671 солнечной, радиус — около 12,54 солнечных, светимость — около 77,84 солнечных. Эффективная температура — около 4842 K.
Второй компонент — красный карлик спектрального класса M. Масса — около 165,76 юпитерианских (0,1582 солнечной). Удалён в среднем на 1,309 а.е..
Третий компонент (HD 143666B). Орбитальный период — около 1 277 суток (3,4962 года).